# Adolf Huschke
Adolf Huschke, né le 14 octobre 1891, à Berlin, mort le 29 août 1923 à Sachsenhausen, est un coureur cycliste allemand.  

## Biographie
Adolf Huschke, avec son frère Richard, est l'un des plus grands coureurs allemands d'avant et d'après la Première Guerre mondiale. Il remporte Rund um Berlin et le Tour de Cologne en 1911, Dresde-Berlin-Dresde en 1921 et 1922 et Berlin-Cottbus-Berlin en 1923. Il est également vainqueur en 1922 du Tour d'Allemagne. Durant sa carrière, il participe à des courses de six jours.
Le 29 août 1923, il meurt des suites d'un accident près de Berlin, lors du Rund um Berlin, le 26 août. Un monument est inauguré le 31 août 1924, à proximité du lieu de l’accident 52° 46′ 33,92″ N, 13° 14′ 31,19″ E
Il est le grand-père de Thomas Huschke, Champion du monde de poursuite individuelle amateur 1975.

## Palmarès
- 1910
  - Berlin-Baruth-Berlin
  - Berlin-Müncheberg
  - Berlin-Jüterbog-Berlin
  - Berlin-Brandenburg-Berlin
- 1911
  - Berlin-Leipzig-Berlin
  - Tour de Cologne
  - 2e et 3e étapes du Tour d'Allemagne
  - Rund um Berlin
  - Rund durchs Havelland
  - Berlin-Gransee-Berlin
  - Dauerfahrt durch das Herzogtum Oldenburg
  - Rund durch Mecklenburg
  - Großer Märkischer Straßenpreis
  - Meisterschaft von Berlin
- 1912
  - 2e aux Six jours de Francfort
- 1914
  - Rund um die Gletscher
- 1920
  - Großer Straßenpreis von Hannover
  - Meisterschaft von Westdeutschland
  - Rund um Spessart und Rhön
  - Dresde-Leipzig-Dresde
  - Großer Straßenpreis von Rhein
  - Berlin-Hannovre
  - Dresde-Berlin-Dresde
- 1921
  -  Champion d'Allemagne sur route
  - Großer Straßenpreis von Hannover
  - Tour de la Hainleite
  - Rund um Sachsen
  - Rund durch Schwaben
  - Dresden-Berlin-Dresden
  - Rund um Breslau
- 1922
  - Berlin-Cottbus-Berlin
  - Rund um Spessart und Rhön
  - Rund durch Sachsen
  - Großer Preis von Deutschland
  - Nürnberg-München-Nürnberg
  - Rund um Breslau
- 1923
  - Berlin-Cottbus-Berlin
  - Meisterschaft von Zürich
  - Rund um Spessart und Rhön
  - Großer Straßenpreis des Saargebiets